# Warren-Nunatak
Der Warren-Nunatak ist ein Nunatak in der Heritage Range des Ellsworthgebirges im westantarktischen Ellsworthland. Er ragt 6 km östlich des Mount Capley an der östlichen Seite der Nimbus Hills auf.
Der United States Geological Survey kartierte ihn anhand eigener Vermessungen und Luftaufnahmen der United States Navy aus den Jahren von 1961 bis 1966. Das Advisory Committee on Antarctic Names benannte ihn im Jahr 1966 nach Arthur D. Warren, der 1958 als Polarlichtforscher auf der US-amerikanischen Ellsworth-Station tätig war.